# Тайлер Альварес
Тайлер Сейдж Альварес (англ. Tyler Sage Alvarez, нар. 25 жовтня 1997, Бронкс, Нью-Йорк, США) — американський актор. Він зіграв Пітер Мальдонадо у фільмі «Американський вандал», Бенні Мендозу у фільмі «Помаранчевий — хіт сезону» і Дієго Руеду у фільмі «Кожен шлях відьми».

## Біографія
Альварес народився в Бронкс, Нью-Йорк в сім'ї кубинського американця в першому поколінні та пуерториканської матері в четвертому поколінні. Альварес отримав освіту в середній школі Фіорелло Х. ЛаГуардіа в Нью-Йорку та в середній школі Єрихона в Джерико, штат Нью-Йорк. Вільно володіє іспанською мовою.
Він відкритий гей.

## Фільмографія

### Фільми
| рік  | українська назва               | Оригінальна назва           | роль             |
| ---- | ------------------------------ | --------------------------- | ---------------- |
| 2013 | Будинок, який побудував Джек   | The House That Jack Built   | Гектор (молодий) |
| 2013 | Брати по зброї                 | Brothers in Arms            | Логан            |
| 2014 | Кожен шлях відьми: Зачарований | Every Witch Way: Spellbound | Дієго Руеда      |
| 2017 | Вища школа коханець            | High School Lover           | Ларрі            |
| 2018 | Претенденти                    | The Pretenders              | Дуг              |
| 2020 | Джон Генрі                     | John Henry                  | Оскар            |
| 2022 | розчавити                      | Crush                       | Діллон           |

### Серіали
| рік       | українська назва          | Оригінальна назва         | роль                  |
| --------- | ------------------------- | ------------------------- | --------------------- |
| 2014–2015 | Кожен шлях відьми         | Every Witch Way           | Дієго Руеда           |
| 2015      | Талія на кухні            | Talia in the Kitchen      | Дієго Руеда           |
| 2015–2017 | Помаранчевий — хіт сезону | Orange Is the New Black   | Бенні Мендоса         |
| 2017–2018 | Американський вандал      | American Vandal           | Пітер Мальдонадо      |
| 2017      | Труднощі асиміляції       | Fresh Off the Boat        | Вес                   |
| 2018      | Фостери                   | The Fosters               | Деклан Ріверс         |
| 2019      | Вероніка Марс             | Veronica Mars             | Хуан-Дієго Де Ла Круз |
| 2021      | Я ніколи не…              | Never Have I Ever         | Малкольм Стоун        |
| 2021      | Чим ми займаємося в тінях | What We Do in the Shadows | Вес Бланкеншип        |
| 2022      | Останній «Блокбастер»     | Blockbuster               | Карлос Еррера         |